# 누벨칼레도니의 행정 구역
프랑스의 해외 영토인 누벨칼레도니의 행정 구역은 3주 33코뮌으로 구성된다. 또 원주민인 카나크인을 위한 부족구역 8개, 자치분권구역 3개도 설치되어 있다.

## 주
누벨칼레도니는 크게 3개 주로 나뉜다. 누벨칼레도니 본토에 해당되는 북부주 (북부)와 남부주 (남부), 그리고 본토와는 떨어져 있는 군도인 일루아요테주 (루아요테 제도)로 구성된다.
1988년 마티뇽 협약 체결로 각 주의 경계와 권한이 설정되었다. 각각의 주는 고유의 상징기와 엠블렘이 있으며, 누메아의 누벨칼레도니 의회나 프랑스 본토의 프랑스 의회에게 명백히 돌아가야 하는 특권이 아닌 거의 모든 권한을 지니며, 상당한 자치권을 보장받고 있다.
일루아요테주의 주의회는 리푸 코뮌의 웨 (Wé)에 위치해 있으며, 북부주는 코네에 의회를 두고 있다. 남부주의 주의회 소재지는 누벨칼레도니의 수도이기도 한 누메아이다.
| 명칭 (프랑스어)                          | 주도   | 인구 (2019년) |
| ---------------------------------------- | ------ | ------------- |
| 일루아요테주 (Province des îles Loyauté) | 리푸   | 18,353명      |
| 북부주 (Province Nord)                   | 코네   | 49,910명      |
| 남부주 (Province Sud)                    | 누메아 | 203,144명     |

## 코뮌
누벨칼레도니에는 33개의 코뮌 (Communes)이 설치되어 있으며, 주가 설치되기 전에 앞서 만들어진 행정구역이다. 본토 중부에 위치한 포야 (Poya)의 경우 특이하게 북부주와 남부주에 반반씩 속해 있는데, 이는 1988년 마티뇽 협약에 따른 것이다.

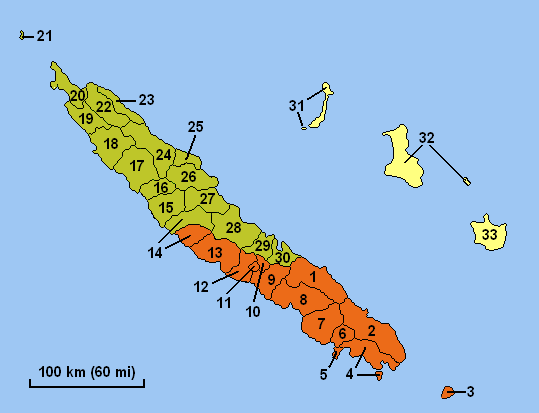
누벨칼레도니의 행정 구역. 각 번호는 아래 표의 코뮌 번호이다.
북부주
남부주
일루아요테주

| 북부주                  |
| 남부주                  |
| 일루아요테주            |
| 2개 주에 걸쳐 있음      |
| 굵은 글씨 - 주도와 수도 |

| 번호 | 코뮌         | 행정청       | 면적 (km2) | 인구 (2019년) |
| ---- | ------------ | ------------ | ---------- | ------------- |
| 1    | 티오         | 티오         | 997.6      | 2,524명       |
| 2    | 야테         | 야테         | 1,338.4    | 1,667명       |
| 3    | 릴데팽       | 바오         | 152.3      | 2,037명       |
| 4    | 르몽도레     | 몽도레       | 643.0      | 27,620명      |
| 5    | 누메아       | 누메아       | 45.7       | 94,285명      |
| 6    | 덩베아       | 덩베아       | 254.6      | 35,873명      |
| 7    | 파이타       | 파이타       | 699.7      | 24,563명      |
| 8    | 불루파리     | 불루파리     | 865.6      | 3,315명       |
| 9    | 라포아       | 라포아       | 464.0      | 3,552명       |
| 10   | 사라메아     | 사라메아     | 106.4      | 572명         |
| 11   | 파리노       | 파리노       | 48.0       | 712명         |
| 12   | 무앵두       | 무앵두       | 321.9      | 681명         |
| 13   | 부레유       | 부레유       | 797.6      | 5,531명       |
| 14   | 포야         | 포야         | 845.8      | 2,802명       |
| 15   | 푸엥부       | 푸엥부       | 674.3      | 2,752명       |
| 16   | 코네         | 코네         | 373.6      | 8,144명       |
| 17   | 보           | 보           | 804.9      | 2,856명       |
| 18   | 카알라고망   | 카알라고망   | 718.2      | 1,803명       |
| 19   | 쿠마크       | 쿠마크       | 550.0      | 3,981명       |
| 20   | 포웅         | 포웅         | 469.4      | 1,435명       |
| 21   | 벨레프       | 왈라         | 69.5       | 867명         |
| 22   | 우에고아     | 우에고아     | 656.8      | 2,118명       |
| 23   | 푸에보       | 푸에보       | 202.8      | 2,144명       |
| 24   | 이엥에네     | 이엥에네     | 1,068.8    | 2,454명       |
| 25   | 투오         | 투오         | 283.0      | 2,380명       |
| 26   | 푸아앵디미에 | 푸아앵디미에 | 673.1      | 5,006명       |
| 27   | 포네리우앙   | 포네리우앙   | 707.3      | 2,420명       |
| 28   | 우아이루     | 우아이루     | 940.6      | 3,955명       |
| 29   | 쿠아우아     | 쿠아우아     | 383.0      | 1,304명       |
| 30   | 카날라       | 카날라       | 438.7      | 3,701명       |
| 31   | 우베아       | 파야우에     | 132.1      | 3,401명       |
| 32   | 리푸         | 웨           | 1,207.1    | 9,195명       |
| 33   | 마레         | 타딘         | 641.7      | 5,757명       |

## 같이 보기
- 프랑스의 행정 구역
- 프랑스의 코뮌 목록
- 누벨칼레도니의 정치